# Alincocallistomyia imitator
Alincocallistomyia imitator är en tvåvingeart som beskrevs av Hardy 1986. Alincocallistomyia imitator ingår i släktet Alincocallistomyia och familjen borrflugor. Inga underarter finns listade i Catalogue of Life.